# Ogonokret
Ogonokret (Scaptonyx) – rodzaj ssaków z podrodziny kretów (Talpinae) w obrębie rodziny  kretowatych (Talpidae).

## Rozmieszczenie geograficzne
Rodzaj obejmuje gatunki występujące od środkowej Chińskiej Republiki Ludowej do północno-wschodniej Mjanmy i północnego Wietnamu.

## Morfologia
Długość ciała (bez ogona) 72–88 mm, długość ogona 31–52 mm, długość tylnej stopy 14–17 mm; masa ciała 9,8–13,8 g. 

## Systematyka
Rodzaj zdefiniował w 1871 roku francuski zoolog Alphonse Milne-Edwards w notce opublikowanej w artykule autorstwa francuskiego botanika i zoologa Armanda Davida zatytułowanym Sprawozdanie skierowany do panów profesorów-administratorów Muzeum Historii Naturalnej, opublikowanym w czasopiśmie „Nouvelles archives du Muséum d’histoire naturelle”. Gatunkiem typowym jest (oznaczenie monotypowe) ogonokret chiński (S. fuscicauda).

### Etymologia
Scaptonyx: gr. σκάπτω skaptō ‘kopać’; ονυξ onux, ονυχος onukhos ‘pazur, paznokieć’.

### Podział systematyczny
Do rodzaju należą następujące gatunki:
| Grafika | Gatunek              | Autor i rok opisu                | Nazwa zwyczajowa  | Podgatunki         | Rozmieszczenie geograficzne | Podstawowe wymiary                            | Status IUCN |
| ------- | -------------------- | -------------------------------- | ----------------- | ------------------ | --- | --------------------------------------------- | ----------- |
|         | Scaptonyx fuscicauda | A. Milne-Edwards, 1871           | ogonokret chiński | gatunek monotypowy | endmeit Chińskiej Republiki Ludowej; płaskowyże i tereny górzyste otaczających Kotlinę Syczuańską na zachodzie; zakres wysokości: 1700–3400 m n.p.m. | DC: 7,3–8,5 cm DO: 4,5–5 cm MC: 9,8–13,8 g    | LC          |
|         | Scaptonyx affinis    | O. Thomas, 1912                  |                   | gatunek monotypowy | od południowego zachodu do środkowej Chińskiej Republiki Ludowej oraz północny Wietnam; zakres wysokości: 1300–4200 m n.p.m.                         | DC: 7,2–8,8 cm DO: 3,1–3,9 cm MC: brak danych | NE          |
|         | Scaptonyx wangi      | Song Wenyu & Jiang Xuelong, 2025 |                   | gatunek monotypowy | Chińska Republika Ludowa (zachodni Junnan) oraz północno-wschodnia Mjanma; zakres wysokości: 2600–4000 m n.p.m.                                      | DC: 7,9–8,3 cm DO: 4,1–5,2 cm MC: brak danych | NE          |

Kategorie IUCN:  LC  – gatunek najmniejszej troski;  NE  – gatunki niepoddane jeszcze ocenie.